# Bahnhof Konstanz
Der Bahnhof Konstanz ist der größte Bahnhof der baden-württembergischen Stadt Konstanz. Er liegt an der deutsch-schweizerischen Grenze und wird von der Deutschen Bahn (DB) und den Schweizerischen Bundesbahnen (SBB) im Regional- und Fernverkehr bedient. Der Trennungsbahnhof liegt an der Badischen Hauptbahn und ist zugleich Ausgangspunkt zweier Bahnstrecken in Richtung Schweiz.

## Lage
Der Bahnhof liegt am südöstlichen Rand des Stadtzentrums von Konstanz, unmittelbar am Ufer des Bodensees. Die Gleisanlagen verlaufen annähernd in Nord-Süd-Richtung. Die Staatsgrenze zur Schweiz liegt etwa 400 Meter vom Empfangsgebäude entfernt. Ein Teil der Gleisanlagen des früheren Güterbahnhofs, heute Wagenaufstellanlage, liegt bereits auf Schweizer Gebiet. Im südlichen Bahnhofsteil trennen sich die Strecken in Richtung Schweiz: zum einen nach Kreuzlingen – Etzwilen, zum anderen nach Kreuzlingen Hafen – Romanshorn. Die beiden benachbarten Bahnhöfe Kreuzlingen und Kreuzlingen Hafen sind etwa 1,1 Kilometer vom Bahnhof Konstanz entfernt, die Anlagen der Bahnhöfe Konstanz und Kreuzlingen Hafen gehen direkt ineinander über.
Der Bahnhof Konstanz liegt am Streckenkilometer 414,34 der Badischen Hauptbahn; die Kilometrierung beginnt in Mannheim Hauptbahnhof und zählt über Basel Badischer Bahnhof und Singen (Hohentwiel). Die Infrastrukturgrenze liegt auf beiden Streckenästen Richtung Schweiz bereits südlich der Staatsgrenze. Bis zur Infrastrukturgrenze wird die Kilometrierung der Badischen Hauptbahn auf beiden Streckenästen fortgeführt. Der Grenzpunkt der Infrastruktur Konstanz Grenze liegt bei Streckenkilometer 414,90; bis dorthin führt DB InfraGO die Streckennummer 4000 der Strecke aus Mannheim fort. Von der Schweiz aus liegt die Eigentumsgrenze bei Streckenkilometer 61,29 – gezählt vom Bahnhof Winterthur über den Bahnhof Etzwilen. Der Ast in Richtung Kreuzlingen Hafen hat auf deutscher Seite die Streckennummer 4322, die Eigentumsgrenze Konstanz Grenze Romanshorn liegt bei Streckenkilometer 415,04 bzw. 100,58 (gezählt von Zürich Hauptbahnhof über Winterthur, Weinfelden und Romanshorn).

## Geschichte

Bahnhof Konstanz (1906)

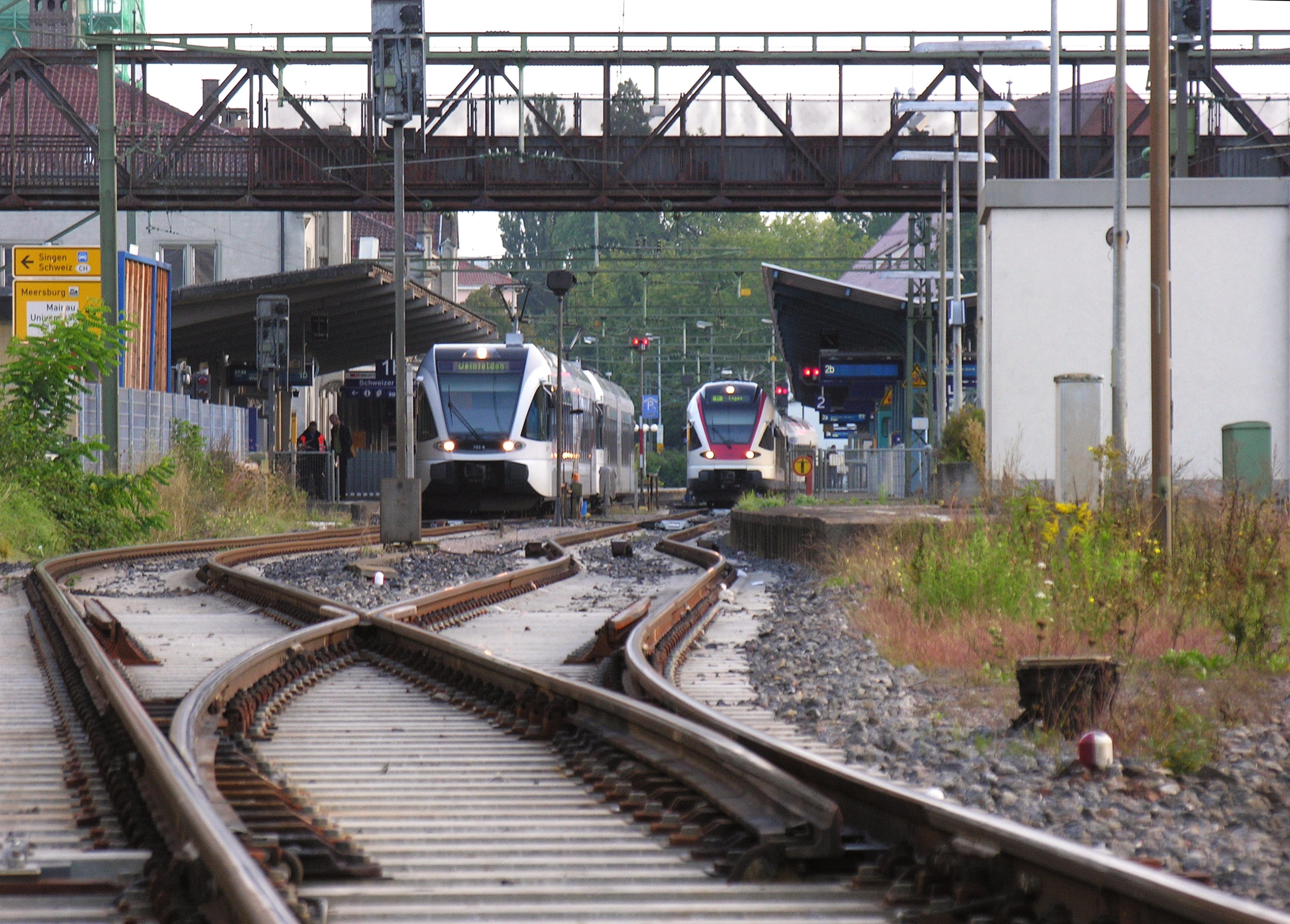
Gleisseite des Bahnhofs mit Triebzügen des Typs Stadler GTW von Thurbo (links) und SBB

Der Bahnhof wurde am 15. Juni 1863 dem Verkehr übergeben, als die Großherzoglich Badischen Staatseisenbahnen den letzten Abschnitt der Badischen Hauptbahn zwischen Waldshut und Konstanz eröffneten. Von Schweizer Seite kam der Anschluss 1871, als die Schweizerische Nordostbahn (NOB) die Strecke zwischen Romanshorn und Konstanz, heute Teil der Seelinie, eröffnete. Am 17. Juli 1875 folgte die von der Schweizerischen Nationalbahn (SNB) erstellte Bahnstrecke Etzwilen–Konstanz. Nachdem die SNB 1878 in Konkurs gegangen war, wurden auch diese Bahnstrecken von der NOB übernommen. 1902 ging die NOB in die neu entstandene SBB über. Von 1873 bis 1899 bestand ein Trajekt-Anschluss für Güterwagen nach Lindau und von 1884 bis 1917 nach Bregenz.
Der Reiseverkehr auf der Schweizer Seite des Bodensees wurde bis zum Ersten Weltkrieg fast ausschließlich über Konstanz mit Fahrtrichtungswechsel bei durchgehenden Zügen dort geführt. Die Verbindungsstrecke zwischen den Bahnhöfen Emmishofen-Egelshofen (heute Kreuzlingen) und Kreuzlingen (heute Kreuzlingen Hafen) bekam erst 1898 planmäßigen Reiseverkehr, allerdings nur von wenigen Zügen.
1911 nahm die Mittelthurgaubahn (MThB) ihre über Berg TG verlaufende Strecke von Wil SG über Weinfelden nach Emmishofen in Betrieb, für deren Züge auch der Bahnhof Konstanz ein wichtiges Ziel war. Ihre Züge nutzen bis Konstanz die einstige SNB-Strecke mit.
Im Zuge des Seehas-Konzeptes weitete die MThB ihr Streckennetz nach Engen aus. 2002 musste die MThB sich für zahlungsunfähig erklären, da das Eigenkapital aufgebraucht war, und wurde danach freihändig liquidiert. Seither wird ihr Betrieb von Tochtergesellschaften der SBB übernommen: zwischen Konstanz und Engen von der SBB GmbH und zwischen Konstanz und Weinfelden/Wil von der Thurbo.
Zum 150. Geburtstag erfolgte eine denkmalschutzgerechte Restaurierung der Fassaden. Eine energetische Sanierung senkte den Energieverbrauch des Bahnhofs um 23 Prozent.
Am 19. August 2015 billigte der schweizerische Bundesrat eine Finanzierungsvereinbarung für den Ausbau des Bahnhofs Konstanz. Hierfür investiert die Schweiz eine pauschale Abgeltung in Höhe von 350.000 Schweizer Franken, mit dem Ziel, eine RegioExpress-Verbindung auf der Strecke St. Gallen–Konstanz in den Konstanzer Bahnhof einfahren lassen zu können.

## Architektur

### Grundaufbau
Der Bahnhof liegt parallel zum Seeufer. Das Empfangsgebäude wurde 1863 im Stil der Neugotik und der Renaissance nach Vorbild des Palazzo Vecchio in Florenz gebaut. Nördlich des Empfangsgebäudes ist der Fürstenbahnhof erhalten, ein Pavillon, der heute dem Backwarenverkauf dient.

### Baulicher Zustand
In den 2000ern erhielt Konstanz den Ruf eines Schmuddelbahnhofes, da er als baulich verwahrlost und unwirtschaftlich galt. Letztmals wurde der Glockenturm in den Jahren 1975–1983 einer umfassenden Sanierung unterzogen. Der Turm aus Sandstein musste 17 Monate lang mit einem grünen Netz eingepackt werden, um zu verhindern, dass Sandsteinbrocken herunterfallen und Passanten gefährden können. Danach wurde er im Kostenrahmen von rund einer Million Euro von 2007 bis 2009 saniert. Im Zuge der Konjunkturprogramme wurde das Empfangsgebäude mit energetischen Maßnahmen saniert. Auch der Wartebereich wurde attraktiver gestaltet.

### Grenzbahnhof

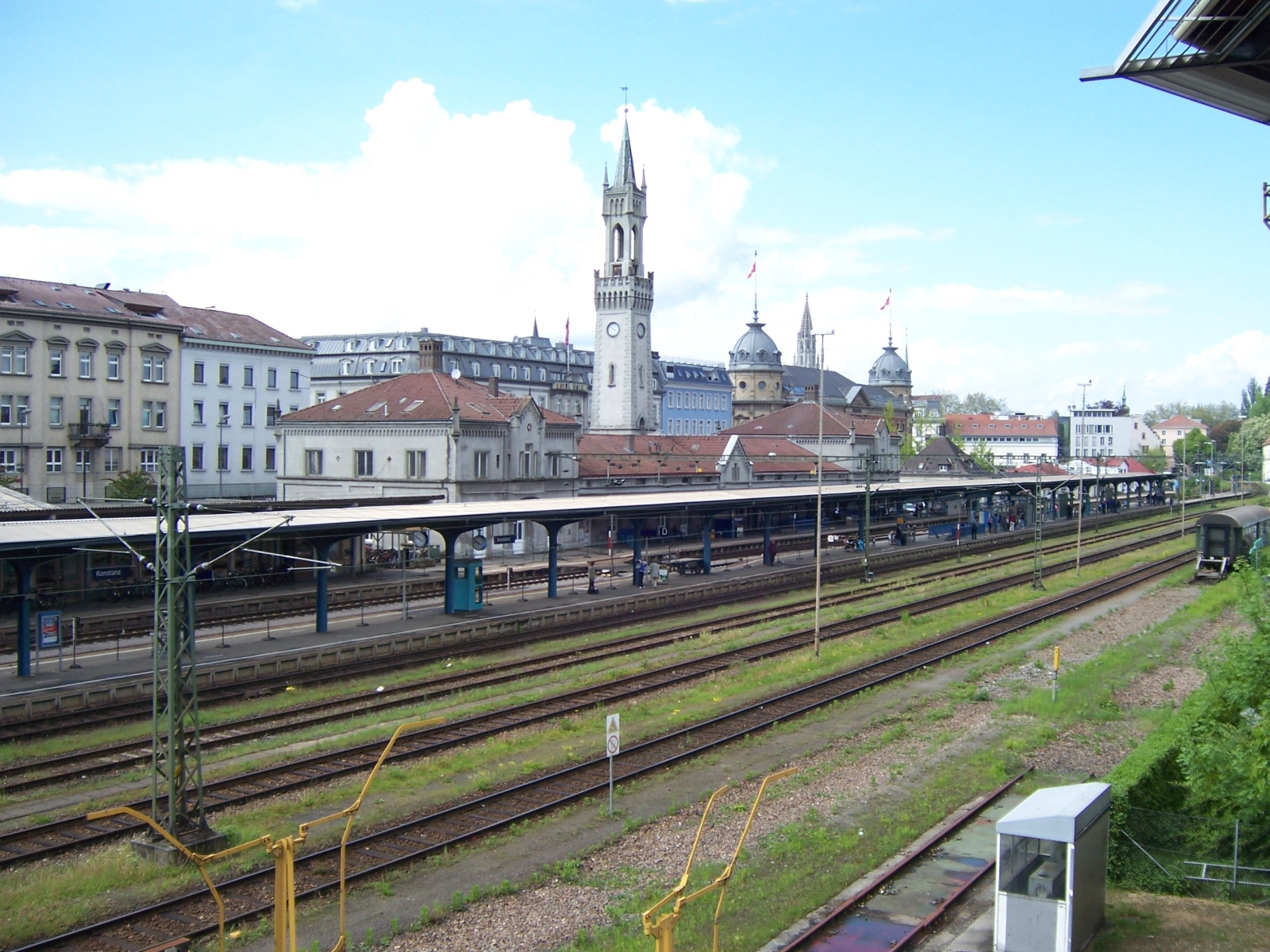
Blick über das Gleisfeld nach Norden – gut sichtbar die Längsabsperrung auf dem Mittelbahnsteig vor dem Beitritt der Schweiz zum Schengener Abkommen (2006)

Konstanz hat die Funktion eines Grenzbahnhofes. Vor November 2008, bevor die Schweiz dem Schengener Abkommen beigetreten ist, war der Mittelbahnsteig per Maschendrahtzaun in einen deutschen und einen schweizerischen Teil getrennt. Auf dem Gleis 3 hielten die Fernzüge in die Schweiz. Das Bahnhofsgebäude umfasst auch zwei Teile – der Deutsche und der Schweizer Bahnhof –; der deutsche Teil wird auch heute noch von der DB betrieben, der Schweizer Teil von der Thurbo (ehemals Mittelthurgaubahn). Reisende zum Schweizer Bahnhof mussten bis 2008 die Zollkontrolle passieren, bevor sie die Bahnsteige betreten konnten. Im Rahmen der seit 2009 laufenden Generalsanierung wurden der Schweizer sowie der deutsche Bahnhof zusammengefasst. Im Gebäude des ehemaligen Schweizer Bahnhofs sind heute die Abfertigungshalle der örtlichen deutschen Bundeszollverwaltung sowie ein Geschäft für Sportartikel und -bekleidung untergebracht.

### Gleis- und Personenanlagen

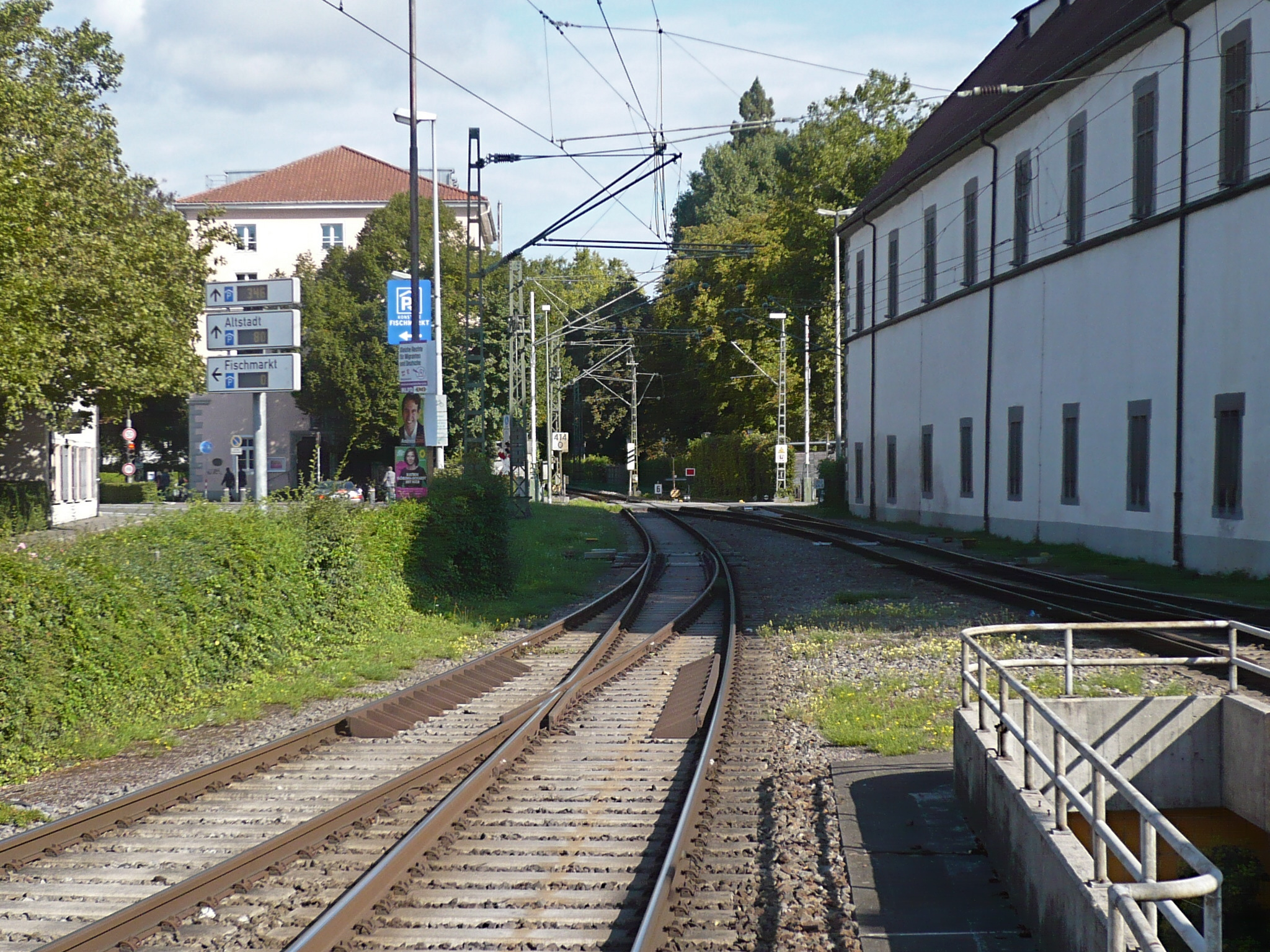
Nordkopf, rechts der Aufgang zum Mittelbahnsteig

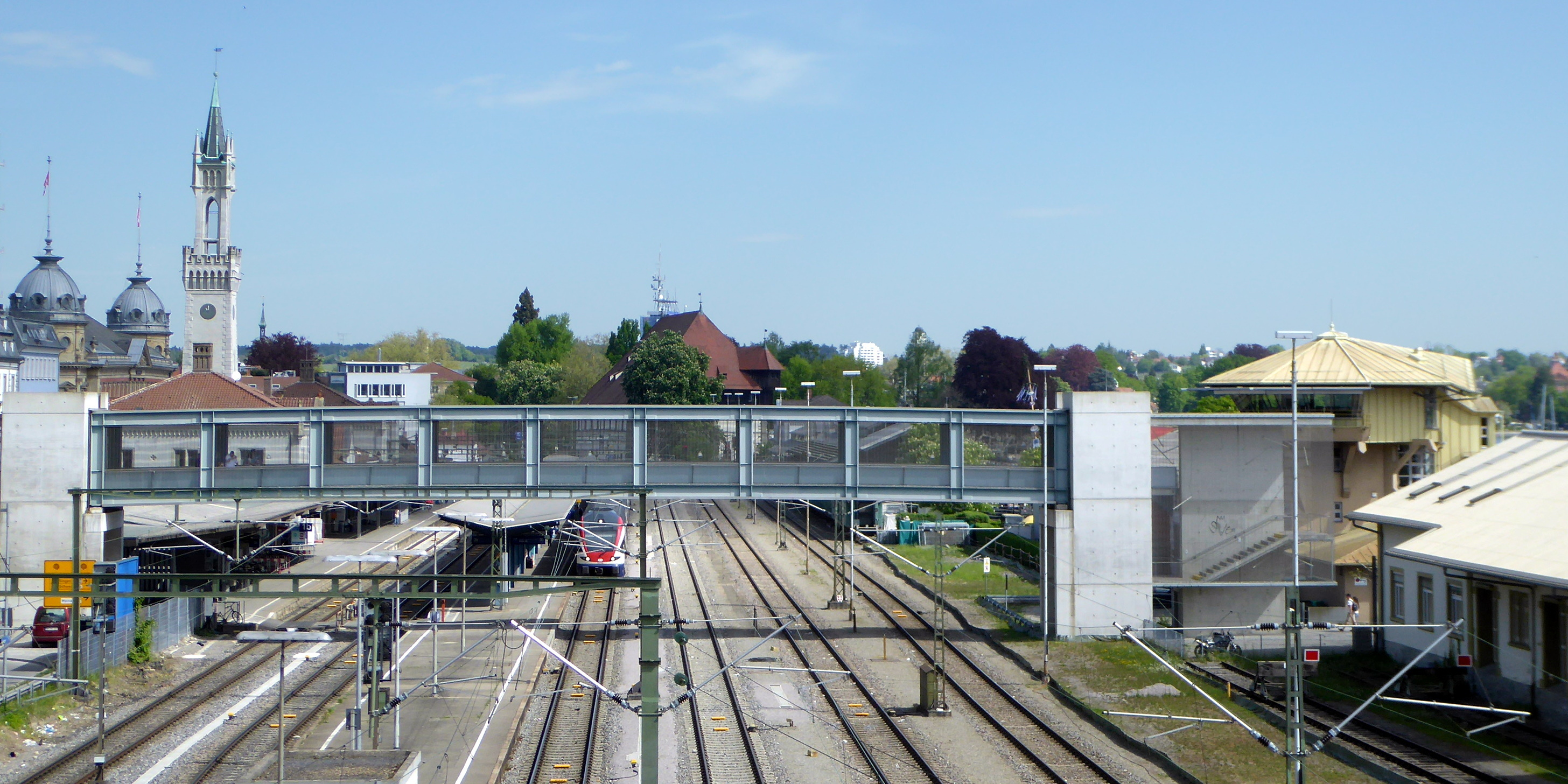
Passerelle über die Gleise

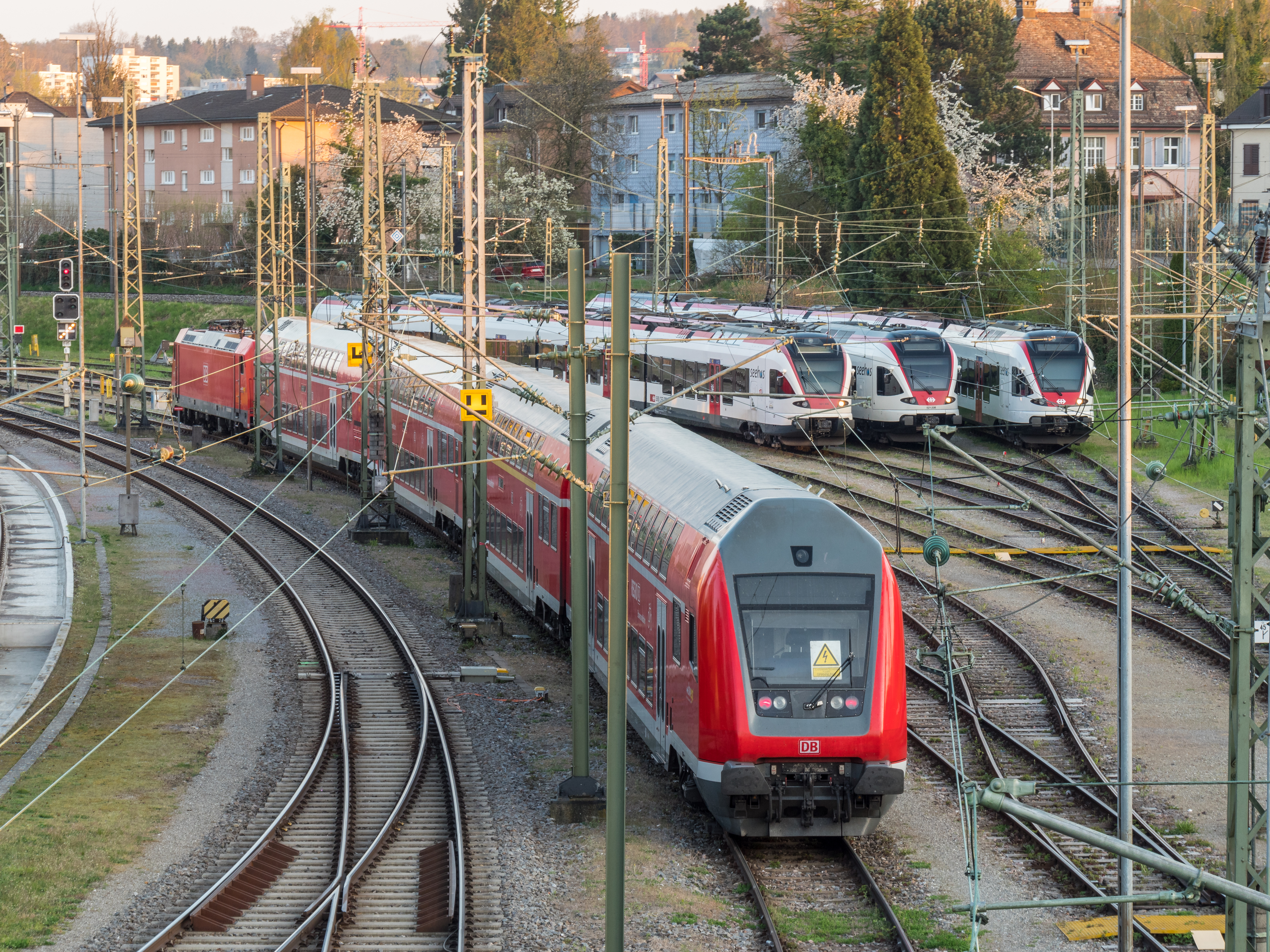
Abstellanlage in Kreuzlingen

Der Bahnhof umfasst drei Gleise für den Personenverkehr an einem Haus- und einem Mittelbahnsteig. Um zum Mittelbahnsteig zu gelangen, müssen die Gleise 1 und 2 mittels einer Unterführung gequert werden. Am Nordkopf besteht zudem eine weitere Unterführung, die die Bahnsteige einerseits mit dem Stadtzentrum und andererseits mit dem Hafen verbindet. Einen barrierefreien Zugang zu Gleis 2 und 3 bot bis 2019 jedoch lediglich der mit einer Rollschranke gesicherte Reisendenübergang am Südende der Bahnsteigs; ein Aufzug bei der zentralen Unterführung ist seit Oktober 2019 in Betrieb.
Die Bahnsteige werden jeweils in Abschnitte A und B unterteilt, wobei die Züge in Richtung Deutschland auf dem A-Teil ab- und anfahren und Züge auf dem B-Teil in Richtung Schweiz fahren. Lange Züge halten in auf beiden Teilen.
Seit August 2020 wurden die Bahnsteige saniert und auf eine Höhe von 55 cm gebracht.
Weitere Gleise im Bahnhof stehen z. B. für Güterzüge zur Verfügung. Abstellanlagen befinden sich auch südlich des Bahnhofs; diese liegen bereits auf Schweizer Gebiet.
Zudem gibt es südlich des Empfangsgebäudes zwei Passerellen, die die Innenstadt und das Einkaufszentrum „Lago“ mit dem Hafen verbinden. Diese bieten aber keinen Zugang zum Bahnhof.

### Zugsicherungstechnik
Seit März/April 2019 sind Teile des Bahnhofs, welche regelmäßig von Zügen aus der Schweiz befahren werden, mit einer ETCS-Ausrüstung (Level 1 Limited Supervision) versehen. Die bisherige nationale Sicherungseinrichtung besteht nach wie vor im gesamten Bahnhof.

## Verkehr

### Fernverkehr

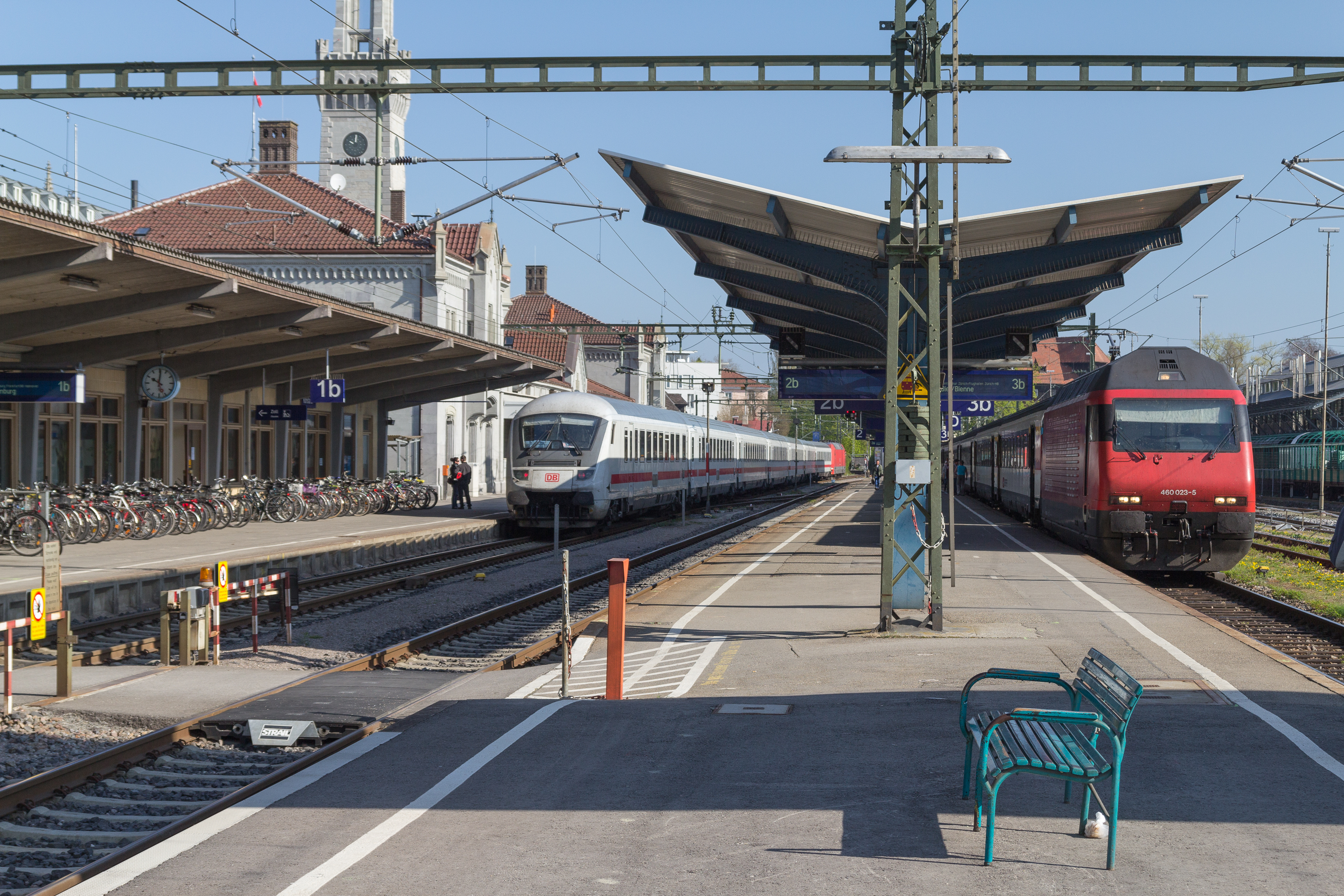
Deutscher IC nach Hamburg und schweizerischer IR nach Biel/Bienne im Bahnhof Konstanz (April 2011)

Ab Konstanz verkehren nur wenige Fernzüge der Deutschen Bahn. Ein tägliches Intercity-Zugpaar aus und in Richtung Hamburg, in den Sommermonaten von und nach Stralsund verlängert, wurde im Dezember 2014 eingestellt. Seitdem gab es nur noch einen Intercity Schwarzwald aus Richtung Emden über Köln: Freitag und Samstag nach Konstanz, Samstag und Sonntag in Gegenrichtung, sowie eine Direktverbindung nach Hamburg. Zwischen Singen und Konstanz konnte das IC-Zugpaar auch zum Nahverkehrstarif genutzt werden.
Seit Dezember 2017 gibt es zweimal täglich eine IC-Direktverbindung nach Stuttgart, welche zum Nahverkehrstarif genutzt werden kann.
InterRegio-Züge der Schweizerischen Bundesbahnen verbinden Konstanz stündlich mit den Bahnhöfen Zürich Flughafen, Zürich Hauptbahnhof und Luzern.
Im Sommer 2023 wurde Konstanz zum ersten Mal überhaupt an das ICE-Netz angeschlossen. In den Sommermonaten erreichte jeweils freitags und samstags ein ICE aus Hamburg über die Schwarzwaldbahn den Bahnhof Konstanz, samstags und sonntags gab es je einen Zug zurück nach Hamburg. Hintergrund war das Freiwerden von ICE-Zügen durch eine Baustelle auf einer anderen Strecke.
Im Dezember 2024 wurde die Verbindung nach und von Hamburg ohne zeitliche Befristung wieder eingeführt und ersetzt den bisherigen IC Schwarzwald vollständig.
| Linie  | Strecke | Taktfrequenz                |
| ------ | --- | --------------------------- |
| ICE 26 | Stralsund – Hamburg – Lüneburg – Hannover – Göttingen – Gießen – Frankfurt (Main) – Karlsruhe – Offenburg – Villingen (Schwarzw) – Singen (Hohentwiel) – Radolfzell – Konstanz | zwei Zugpaare am Wochenende |
| IC 87  | Stuttgart – Böblingen – Herrenberg – Horb – Rottweil – Tuttlingen – Singen (Hohentwiel) – Radolfzell – Konstanz                                                                | zwei Zugpaare               |
| IR 75  | Luzern – Zug – Zürich HB – Zürich Flughafen – Winterthur – Kreuzlingen – Konstanz                                                                                              | 60 min                      |

### Regionalverkehr
Konstanz wird durch DB Regio stündlich mit Regional-Express-Zügen von und nach Karlsruhe bedient. Bis zum Fahrplanwechsel 2015 verkehrten abwechselnd IRE- und RE-Züge von Kreuzlingen oder Konstanz nach Karlsruhe. Dies wurde mit dem Fahrplanwechsel geändert, so dass nun ein durchgehender RE-Stundentakt von Konstanz nach Karlsruhe besteht.

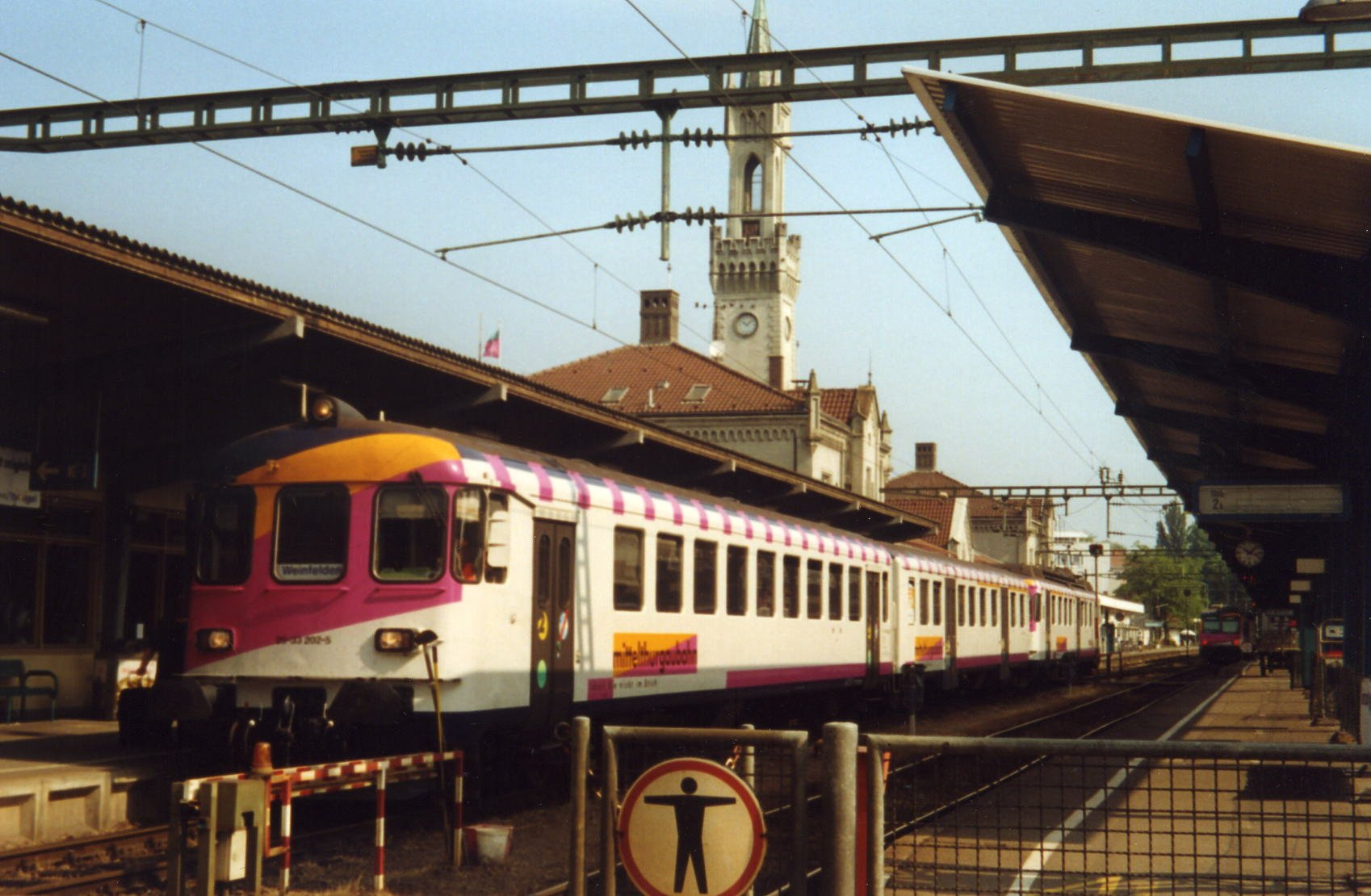
EAV-Triebwagen mit Zwischen- und Steuerwagen (vorn) des Seehas am Hausbahnsteig (2001)

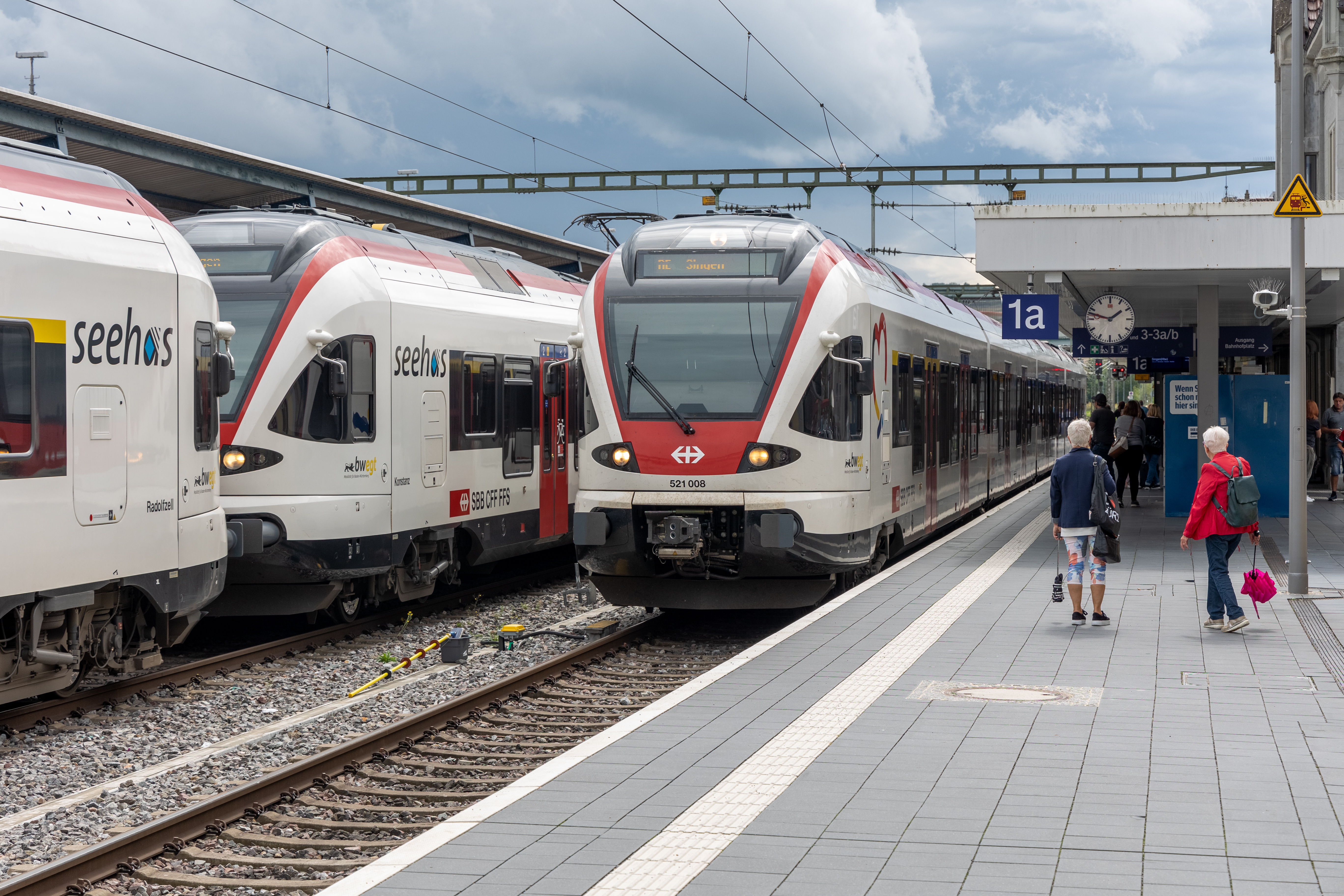
Seehas-Züge in Konstanz (2022)

Die SBB GmbH, die ihren Sitz in Konstanz hat, verbindet die Stadt durch den seehas, die Linie S6 der Bodensee-S-Bahn, im Halbstundentakt mit Engen und bietet seit Dezember 2023 zweimal täglich eine Direktverbindung nach Schaffhausen (Linie S62 „Rhyhas“ der S-Bahn Schaffhausen). Die SBB-Tochtergesellschaft Thurbo betreibt von Konstanz aus halbstündlich die S 14 nach Weinfelden sowie seit Dezember 2022 alle zwei Stunden eine schnelle S-Bahn mit der Bezeichnung „S 44“, welche die S 14 ergänzt.
| Linie                        | Strecke | Betreiber | Frequenz              |
| ---------------------------- | --- | --------- | --------------------- |
| RE2 Schwarzwaldbahn          | Karlsruhe Hbf – Baden-Baden – Offenburg – Villingen (Schwarzw) – Donaueschingen – Singen – Radolfzell – Konstanz | DB Regio  | 60 min                |
| RE4 Freizeitexpress Bodensee | Stuttgart Hbf – Horb – Rottweil – Tuttlingen – Singen – Konstanz                                                 | DB Regio  | einzelne Züge         |
| S6 seehas                    | Konstanz – Radolfzell – Singen – Engen                                                                           | SBB GmbH  | 30 min                |
| S 62 Rhyhas                  | (Konstanz – Radolfzell –) Singen – Schaffhausen                                                                  | SBB GmbH  | zweimal täglich Mo–Fr |
| S 14                         | Konstanz – Kreuzlingen – Berg TG – Weinfelden                                                                    | Thurbo    | 30 min                |
| S 44                         | Konstanz – Kreuzlingen – Weinfelden                                                                              | Thurbo    | 120 min               |
| RE1                          | Konstanz – Kreuzlingen Hafen – Romanshorn – St. Gallen – Herisau                                                 | Thurbo    | 60 min                |

Der RegioExpress von Kreuzlingen über Konstanz nach St. Gallen mit Halt in Kreuzlingen Hafen und Romanshorn ist im Dezember 2015 nach längeren Verhandlungen in einem reduzierten Umfang eingeführt worden. Zunächst verkehrten fünf Zugpaare täglich. Das Projekt stand wegen fehlender Finanzmittel auf der Kippe, obwohl die Strecke Kreuzlingen/Konstanz–Romanshorn–St. Gallen in den letzten Jahren dafür umfassend hergerichtet wurde. Im Dezember 2018 wurde der Stundentakt eingerichtet. Der Zug startet nicht mehr in Kreuzlingen, sondern in Konstanz, und wurde nach Herisau verlängert. In Konstanz bestehen schlanke Anschlüsse zur S 6, zur S 14 und zum IR 75.

### Sonstiger ÖPNV
An der Bushaltestelle Bahnhof fahren Stadtbusse in alle Stadtteile. Die gegenüberliegenden Bushaltestelle Bahnhof/Marktstätte wurde im Zuge des Vorplatzumbaus aufgehoben. Die Bushaltestelle Schweizer Bahnhof wird noch vom Schienenersatzverkehr bedient. Im Regionalbusverkehr fährt eine Städte-Schnellbuslinie der RAB nach Friedrichshafen sowie eine Regiobuslinie stündlich nach Ravensburg. Einzelne Busse des Regionalverkehr-Angebotes des Landkreises Konstanz bedienen die Linien nach Allensbach und auf die Reichenau. Unweit des Bahnhofs am Hafen fährt zusätzlich jede Stunde ein Katamaran nach Friedrichshafen. Seit November 2020 ersetzt ein stündlicher „Regiobus“ der RAB die bisherige Schnellbuslinie und verbindet Konstanz mit Ravensburg die ganze Woche über.